# ارتباط تلومر و طول عمر

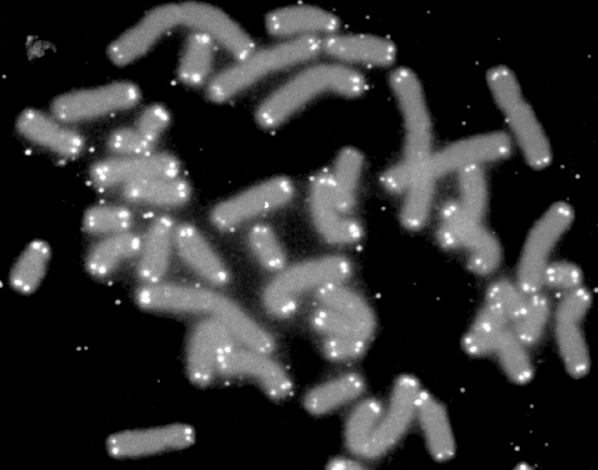
عکس نشان‌دهنده تلومرها (بخش‌های دارای تابش فلورسنس) که در انتهای کوروموزوم‌ها قرار دارد.

ارتباط تلومر و طول عمر (به انگلیسی: Telomere and Longevity) و تغییر طول تلومرها یکی از زمینه‌های جدید، تحقیقاتی پیرامون افزایش طول عمر انسان و حتی جاودانگی بشری است. تلومرهای توالی‌هایی در انتهای کروموزوم‌ها هستند که با هر تقسیم سلولی کوتاه‌تر شده و میزان عمر سلول‌ها را تعیین می‌کنند. تلومر اولین بار توسط هرمان جوزف مولر، زیست-ژنتیک‌شناس در اوایل قرن بیستم کشف شد. اما آزمایش‌های الیزابت بلکبرن، کارول گریدر و جک شوستاک در دهه ۱۹۸۰ که منجر به کشف موفقیت‌آمیز تلومراز، (آنزیمی که مسئول حفظ طول تلومر است) شد، مهم ترین تاثیرات را بر این حوزه گذاشت. تلومرها نقش‌های اساسی را در ثبات و کنترل تقسیم سلولی ایفا می‌کنند، همچنین از کروموزوم‌ها در برابر زوال و همجوشی با کروموزوم‌های همسایه محافظت و به عنوان یک منطقه بافر عمل کرده و مانع از دست رفتن اطلاعات ژنتیکی ضروری در طول تقسیم سلولی می‌شوند.
پیش‌بینی می‌شود شناخت روش‌هایی برای افزایش طول تلومرهای سلولی (به خصوص سلول‌های بنیادی و شبه بنیادی که بازسازی و ساخت مجدد بافت‌های مختلف بدن را کنترل می‌کنند) مسیر را برای افزایش طول عمر انسان فراهم آورد و مطالعه تلومرها از مهم‌ترین زمینه‌های تحقیقات در رابطه با پیری است. بررسی مکانیسم‌های حفظ تلومرازی، پاکسازی سلولی (سلول‌های پیر که در بافت‌های انباشت می‌شوند و در مواردی سرطان و التهاب را پدیدمی‌آورند) و تولید سلول‌های نو در جاندارانی با طول عمر بسیار، مانند برخی از گونه‌های گیاهی، اهمیت بسیار دارد. با این حال این ایده با چالش‌های اساسی همچون افزایش ابتلا به سرطان، مشکلات سیستم ایمنی و پیامدهای بلند مدت ناخواسته روبه‌رو است.

## وظایف تلومرها و تلومراز
در اوایل دهه ۱۹۷۰، نظریه‌پرداز شوروی، الکسی اولوونیکوف، برای اولین بار تشخیص داد که کروموزوم‌ها نمی‌توانند به‌طور کامل انتهای خود را تکرار کنند. این مشکل به عنوان «مشکل تکثیر انتهایی» شناخته می‌شود. اولوونیکوف با تکیه بر این یافته و ایده لئونارد هایفلیک در مورد تقسیم سلول‌های سوماتیک، پیشنهاد کرد هر بار که سلول تکثیر می‌شود، بخش‌هایی از توالی‌های DNA از بین می‌روند و در مقطعی این از بین رفتن به نقطه بحرانی رسیده و تقسیم سلولی به پایان می‌رسد. بر اساس تئوری «مارژینوتومی» او، توالی‌هایی در انتهای DNA (تلومرها) که به صورت تکرارهایی پشت سر وجود دارند، محدوده بافری را ایجاد و تعداد تقسیم‌های ممکن برای یک سلول خاص را تعیین می‌کنند. علاوه بر این، پیش‌بینی می‌شود که یک DNA پلیمراز تخصصی (که به نام تاندم-DNA-پلیمراز نامیده می‌شود) می‌تواند تلومرها را در بافت‌های جاودانه مانند سلول تخم، سلول‌های سرطانی و سلول‌های بنیادی گسترش دهد. در ادامه اولوونیکوف نتیجه گرفت:
«مشکل تکثیر انتهایی» پدیده‌ای است که در آن DNA پلیمراز، آنزیمی که مسئول تکثیر DNA در طول تقسیم سلولی است، نمی‌تواند انتهای کروموزوم‌های خطی را به‌طور کامل کپی کند. تلومرها راه حلی برای این مشکل ارائه می‌دهند و به عنوان بافرهای یکبار مصرف عمل می‌کنند که می‌توانند بدون تأثیر بر اطلاعات ژنتیکی ضروری، کوتاه شوند. وقتی تلومرها به شدت کوتاه شوند، سلول‌ها وارد مرحله پیری شده و دیگر تقسیم نمی‌شوند. این فرایند یک جنبه حیاتی از پیری است و به پیری کلی بافت‌ها و اندام‌ها کمک می‌کند. موجودات دارای کروموزوم‌های حلقوی مانند باکتری‌ها مشکل تکثیر نهایی ندارند و بنابراین پیر نمی‌شوند. 

### تلومراز
بسیاری از موجودات دارای آنزیم ریبونوکلئوپروتئینی به نام تلومراز هستند که وظیفه افزودن توالی‌های نوکلئوتیدی تکراری به انتهای DNA را بر عهده دارد. تلومراز انتهای تلومر را، بدون نیاز به ATP، تکرار می‌کند. در بیشتر ارگانیسم‌های یوکاریوتیِ چند سلولی، تلومراز فقط در سلول‌های زایا، برخی از انواع سلول‌های بنیادی مانند سلول‌های بنیادی، جنینی و گلبول‌های سفید خاص فعال است. تلومراز را به صورت آزمایشگاهی نیز می‌توان دوباره فعال کرد و تلومرها را با انتقال به هسته سلول‌های سوماتیک به حالت جنینی بازگرداند. کوتاه شدن مداوم تلومرها با هر تکثیر در سلول‌های سوماتیک ممکن است در پیری و در پیشگیری از سرطان نقش داشته باشد. این مسئله به این دلیل است که تلومرها به‌عنوان نوعی «فیوز تأخیر دار» عمل می‌کنند، با این حال پس از تعداد معینی از تقسیم سلولی، تمام شده و تقسیم‌های بیشتر منجر به از دست رفتن اطلاعات ژنتیکی حیاتی از کروموزوم سلول می‌گردند. تحقیقات روی تلومراز در درک نقش آن در حفظ طول تلومر و پیامدهای بالقوه آن برای پیری و سرطان حائر اهمیت است.

## چالش‌ها
در حالی که تلومرها نقش مهمی در پیرشدگی سلولی دارند، درک ما از جزئیات پیچیدۀ زیست‌شناسی تلومرها هنوز نیازمند بررسی بیشتر است. فعل و انفعالات پیچیده بین تلومرها، پروتئین‌های مختلف و محیط سلولی به‌طور کامل درک نشده و مداخلات دقیق و ایمن برای تغییر در آن وجود ندارد. درک اثرات طولانی مدت گسترش تلومر در بدن بسیار پیچیده و پر ریسک است و پیش‌بینی عواقب درستکاری آن، در عمرهای طولانی، از جمله عوارض جانبی پیش‌بینی‌نشده بالقوه یا تعامل با سایر فرایندهای سلولی، نیازمند بررسی کامل و طولانی‌مدت است.

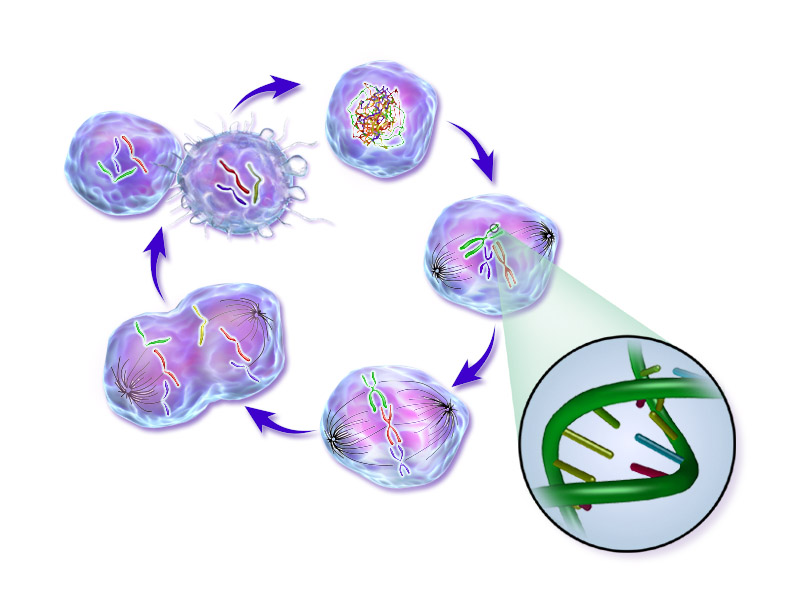
اخلال در فرایندهای تقسیم سلولی و بروز جهش‌ها در DNA از مهم‌ترین دلایل ابتلا به سرطان است. سلول‌های سرطانی مکانیسم‌هایی برای افزایش طول عمر خود ایجاد می‌کنند.

### خطر سرطان
یکی از نگرانی‌های عمده مرتبط با گسترش تلومر، احتمال افزایش خطر سرطان است. تلومرها به‌طور طبیعی با هر تقسیم سلولی کوتاه می‌شوند و به عنوان یک مکانیسم سرکوب کننده تومور عمل می‌کنند. گسترش تلومرها می‌تواند به سلول‌ها اجازه دهد تا بیشتری تقسیم شوند و خطر رشد کنترل نشده سلولی و توسعه سرطان را افزایش دهد. بررسی انجام شده توسط دانشگاه جان هاپکینز ایدهٔ «تلومرهای طولانی از پیری جلوگیری می‌کنند» را به چالش کشید. تلومرهای طولانی به جای محافظت از سلول در برابر پیری، به سلول‌های دارای جهش که با افزایش سن در آن‌ها به وجود می‌آیند، کمک می‌کند بیشتر ماندگار باشند و انباشت جهش‌ها، شرایط را برای وقوع انواع سرطان مهیا می‌کند. در این بررسی افرادی دارای تلومرِ طولانی‌ترِ سلولی علائم بیشتری از ابتلا به انواع سرطان همچون ملانوما و لنفوما از خود نشان دادند با این حال بررسی‌های بیشتری برای صحت‌شنجی این یافته‌ها نیاز است.

### تعادل طول تلومر
دستیابی به تعادل در طول تلومر چالش‌برانگیز است. در حالی که تلومر طویل می‌تواند برخی از جنبه‌های پیری سلولی را رفع کند، طول بیش از حد طولانی ممکن است منجر به بی‌ثباتی و اختلال عملکرد سلولی شود. ایجاد تعادل مناسب برای جلوگیری از عواقب ناخواسته بسیار حائز اهمیت است.

### پیری سلولی و اختلال عملکرد تلومر
اختلال عملکرد تلومر هنگام پیری سلولی (حالتی که در آن سلول‌ها تقسیم نمی‌شوند اما از نظر متابولیکی فعال هستند) بر سلامت بدن تأثیر گذار است. جلوگیری از کوتاه شدن تلومر بدون پاک سازی سلول‌های پیر ممکن است منجر به تجمع این سلول‌ها در بدن شده و به وقوع بیماری‌های مرتبط با افزایش سن نظیر التهاب بافت و اختلال عملکردِ بافتی کمک کند.

### تفاوت‌های بین بافتی
بافت‌های مختلف بدن انسان ممکن است واکنش متفاوتی به گسترش تلومر نشان دهند. طول تلومر در بافت‌ها و انواع سلول‌های مختلف بدن متفاوت بوده و توسعه یک استراتژی تغییر تلومر عمومی که در تمام بافت‌ها مؤثر باشد، یک کار پیچیده‌است. همچنین درک چگونگی واکنش انواع سلول‌ها، اندام‌ها و سیستم‌های مختلف به دستکاری تلومر برای توسعه مداخلات ایمن و مؤثر اهمیت بسیاری دارد.

### پیامدهای سیستم ایمنی
سیستم ایمنی نقش مهمی در نظارت و از بین بردن سلول‌های غیرطبیعی یا سرطانی دارد. گسترش تلومر ممکن است بر توانایی سیستم ایمنی برای شناسایی و از بین بردن سلول‌های دارای تلومرهای طولانی تأثیر بگذارد و به‌طور بالقوه نظارت ایمنی را به خطر بیندازد. اطمینان از توانایی سیستم ایمنی در شناسایی و مبارزه مؤثر با پاتوژن‌ها و سلول‌های غیرطبیعی از اهمیت بسیار برخوردار است.